# Comuna Bacșani, Savran
Bacșani (în ucraineană Бакша, transliterat: Bakșa) este o comună în raionul Savran, regiunea Odesa, Ucraina, formată din satele Bacșani (reședința) și Iosîpivka.

## Demografie
Componența lingvistică a comunei Bacșani
     Ucraineană (93,42%)
     Română (4,89%)
     Rusă (1,16%)
     Alte limbi (0,35%)
Conform recensământului din 2001, majoritatea populației comunei Bacșani era vorbitoare de ucraineană (93,42%), existând în minoritate și vorbitori de română (4,89%) și rusă (1,16%).